# Kai Wegner
Kai Wegner (Berlino Ovest, 15 settembre 1972) è un politico tedesco, dal 27 aprile 2023 sindaco di Berlino.